# Our Bright Future
Our Bright Future är ett album från 2008 av Tracy Chapman.

## Låtlista
Samtliga låtar skrivna av Tracy Chapman.
1. "Sing for You" - 4:25
2. "I Did It All" - 3:10
3. "Save Us All" - 3:47
4. "Our Bright Future" - 4:13
5. "For a Dream" - 3:18
6. "Thinking of You" - 4:50
7. "A Theory" - 3:17
8. "Conditional" - 4:06
9. "Something to See" - 4:14
10. "The First Person on Earth" - 3:52
11. "Spring" - 3:06